# Paschen (cráter)
Paschen es un cráter de impacto perteneciente a la cara oculta de la Luna. El relativamente grande cráter satélite Paschen M se encuentra parcialmente sobre el borde sur de Paschen, y casi forman una pareja combinada de impactos con solo una sección de terreno irregular en su frontera común. El pequeño pero bien formado cráter Paschen S atraviesa el borde suroeste de Paschen, por lo que la mayor parte de su borde sur ha desaparecido.
|  |

El resto del brocal no está en condiciones mucho mejores, apareciendo desgastado y erosionado, con múltiples pequeños cráteres en el borde y en la pared interior. La mayor parte de la estructura del contorno ha sido desgastado por impactos y depósitos posteriores de materiales eyectados, que forman acúmulos redondeados que cubren el interior curvo. Una pequeña cadena de cráteres atraviesa el borde y la pared interior hacia el oeste-noroeste. Una serie de varios pequeños cráteres se localiza en la parte sureste del suelo interior.
Paschen se encuentra al este de la llanura amurallada de mayor tamaño Galois, y al suroeste del enorme cráter Hertzsprung. Alrededor de a medio diámetro de distancia al noreste de Paschen se halla Wan-Hoo, y más al norte-noroeste se encuentra Sechenov.

## Cráteres satélite
Por convención estos elementos son identificados en los mapas lunares poniendo la letra en el lado del punto medio del cráter que está más cercano a Paschen.
|         | \| Paschen \| Coordenadas \| Diámetro \| \| ------- \| -------------------------------- \| -------- \| \| G \| 14°18′S 135°24′O / -14.3, -135.4 \| 29 km \| \| H \| 16°00′S 135°36′O / -16.0, -135.6 \| 27 km \| \| K \| 17°54′S 138°54′O / -17.9, -138.9 \| 57 km \| \| L \| 16°24′S 139°30′O / -16.4, -139.5 \| 38 km \| \| M \| 16°06′S 140°00′O / -16.1, -140.0 \| 94 km \| \| S \| 14°30′S 142°00′O / -14.5, -142.0 \| 48 km \| \| U \| 13°12′S 143°00′O / -13.2, -143.0 \| 29 km \| |          |
| Paschen | Coordenadas | Diámetro |
| G       | 14°18′S 135°24′O / -14.3, -135.4 | 29 km    |
| H       | 16°00′S 135°36′O / -16.0, -135.6 | 27 km    |
| K       | 17°54′S 138°54′O / -17.9, -138.9 | 57 km    |
| L       | 16°24′S 139°30′O / -16.4, -139.5 | 38 km    |
| M       | 16°06′S 140°00′O / -16.1, -140.0 | 94 km    |
| S       | 14°30′S 142°00′O / -14.5, -142.0 | 48 km    |
| U       | 13°12′S 143°00′O / -13.2, -143.0 | 29 km    |